# 沃兹扎耶夫卡村委员会
沃兹扎耶夫卡村委员会（俄语：Возжаевский сельсовет）是俄罗斯联邦阿穆尔州别洛戈尔斯克区所属的一个村委员会。其下辖有1个居民点，行政中心为沃兹扎耶夫卡。据2016年统计，该村委员会的人口为6156人。